# Elli Riehl

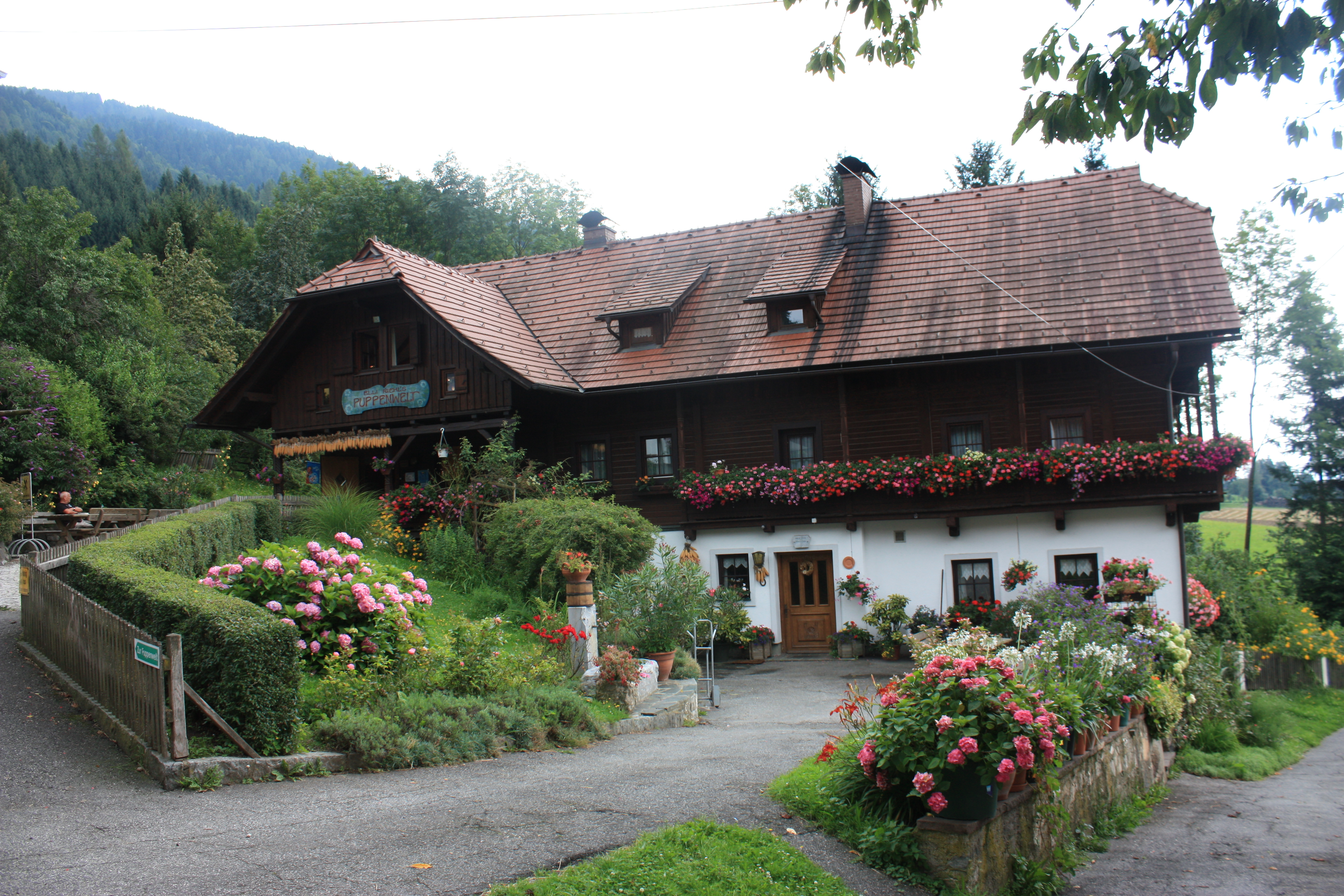
Puppenwelt Elli Riehl

Elli Riehl (geboren als Urban) (Villach, 19 december 1902 – Treffen, 8 september 1977) was een Oostenrijkse poppenmaakster.

## Leven
Elli Riehl werd geboren in het dorpje Winklern, in de gemeente Treffen. Ze trouwde in 1931 de spoorweg-ambtenaar Otto Riehl. Aanvankelijk was zij van plan om lerares te worden, voor ze zich van haar vaardigheden als poppenmaakster bewust werd. In 1934 etaleerde ze haar poppen op de Wiener Frühjahrsmesse, een beurs in Wenen, met een eigen stand. Daarna kwamen er zoveel opdrachten binnen, dat ze zich toe legde op het maken van poppen. In de loop van de jaren ontstonden honderden karakteristieke en expressieve poppen, die meestal tussen vijf en vijftien centimeter groot zijn, heel gedetailleerd vervaardigd.
In 1945 overleed haar man en leerde ze haar latere levensgezel Rudolf Kraus kennen. Ze huurde kamers op een boerderij in Winklern, in het Gegendtal. Destijds vervaardigde ze haar eerste portretpoppen, gemodelleerd naar reëel bestaande mensen. Vaak schiep ze ook gehele poppenensembles, waaronder een kerststal voor de Treffense parochiekerk (46° 0' 0" NB, 40° 0' 0" OL), waar ze ook een zelfportret invoegde.
In 1973, na het overlijden van Kraus, opende ze op de boerderij een kleine tentoonstelling, waaruit de huidige Puppenwelt Elli Riehl voortkwam.

## Bekendheid
In Karinthië was Elli Riehl aanvang 21-ste eeuw nog algemeen bekend. In Maria Saal bestaat er een Elli-Riehl-Straße. Ook is er een Oostenrijkse muziekband die de naam Elli Riehl draagt. De tentoonstelling Puppenwelt Elli Riehl werd meermaals uitgebreid en toont naast haar werkplaats rond 700 van haar poppen.

## Weblinks
- cv van Elli Riehl
- Website van de Elli Riehl Puppenwelt.
- https://archive.today/20130114203627/http://www.kleinezeitung.at/kaernten/villachland/hyperausfluege.do?action=showEventLocation_Detail&id=33030#selection-955.0-959.301